# Michael Friedrich von Althann

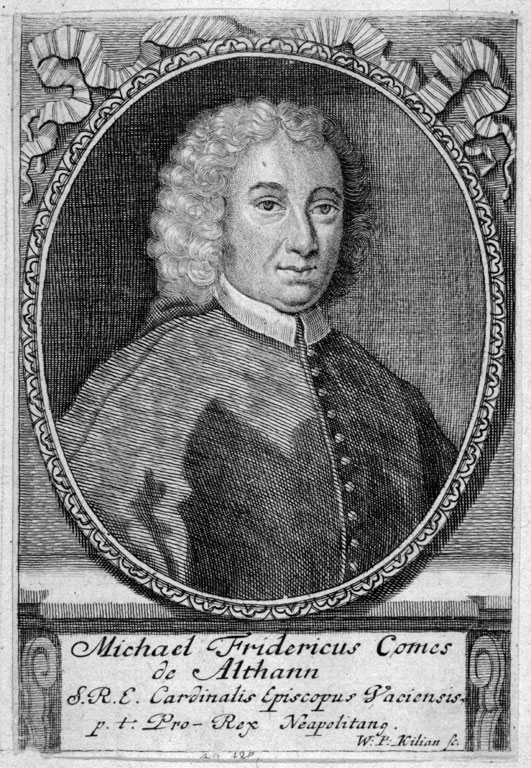
Michael Friedrich Kardinal von Althann (etwa 1722)

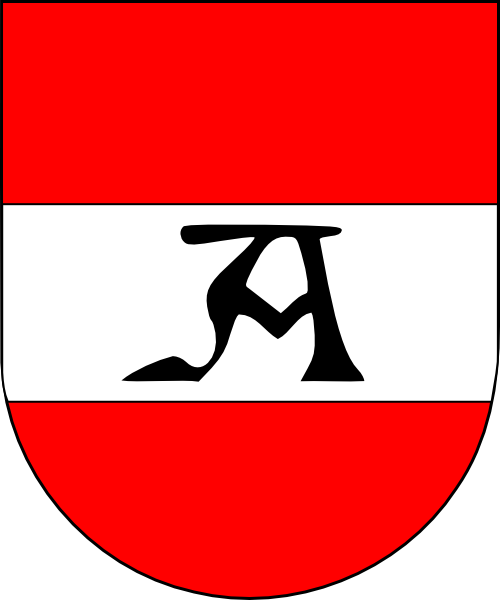
Wappenschild von Kardinal Graf Althann

Michael Friedrich Graf von Althann, ungar. auch Mihály Frigyes Althan (* 12. Juli 1680 in Glatz, Grafschaft Glatz; † 20. Juni 1734 in Waitzen, Königreich Ungarn) war Kardinal, Bischof von Waitzen sowie Vizekönig der Königreiche Neapel und Sizilien.

## Herkunft und Ausbildung
Michael Friedrich Graf von Althann war der jüngste Sohn des Reichsgrafen Michael Wenzel von Althann (1630–1686), Landeshauptmann der Grafschaft Glatz, und der Gräfin Anna Maria Elisabeth geb. von Aspremont-Lynden (1646–1723). Er besuchte das Jesuitenkolleg Glatz, studierte in Olmütz, Breslau und am Collegium Germanicum et Hungaricum in Rom Theologie, wurde 1709 zum Priester geweiht und erwarb 1710 die theologische und einige Jahre später die juristische Doktorwürde. Nach dem Tod seiner Mutter erbte er das Allod Seitenberg.

## Geistliche Ämter
Michael Friedrich von Althann bekleidete zahlreiche geistliche Ämter. Noch vor der Priesterweihe wurde er Kanoniker am Dom von Olmütz. Weitere Pfründe hatte er im Erzbistum Prag, im Erzbistum Breslau, in Altbunzlau und im ungarischen Komitat Veszprém (Tapolca). 1714 wurde er österreichischer Auditor der Römischen Rota, wo er auch mehrfach Rektor des deutschen Priesterkollegs Santa Maria dell’Anima war. 1718 wurde er zum Bischof von Waitzen in Ungarn ernannt und erlangte ein Jahr später von Papst Klemens XI. die Kardinalswürde, woraufhin ihm der Papst 1720 die römische Titelkirche Santa Sabina auf dem Aventin verlieh.

## Politische Ämter
Althann war von 1720 bis 1722 kaiserlicher Gesandter beim Heiligen Stuhl. In dieser Position besaß er das volle Vertrauen des Kaiserhofs. Er bemühte sich um die Verbesserung der Beziehungen zwischen der römischen Kurie und dem Kaiserhof in Wien und führte eine vollständige Neuorganisation der kaiserlichen Botschaftsämter durch. Die Erhebung der Diözese Wien 1722 zum Erzbistum kann auf sein Verhandlungsgeschick zurückgeführt werden.
1722 ernannte ihn Kaiser Karl VI. zum Vizekönig von Neapel und Sizilien, welches als Folge des Spanischen Erbfolgekriegs 1713 im Frieden von Utrecht an die österreichischen Habsburger gekommen war. Als Vertreter des Kaisers legte er den Lehnseid ab. Durch eine geschickte Personalpolitik konnte er seine Autorität in diesem Amt festigen. Er förderte Kunst, Theater, Musik und Wissenschaft.
Schon bald musste der Kardinal resigniert feststellen, dass er die politischen Intrigen und die herrschende Korruption nicht beseitigen konnte. Durch seine Doppelfunktion als Mitglied des Kardinalskollegiums und Vertreter der kaiserlichen Interessen ergaben sich außerdem mehrfach Spannungen zum Kaiserhof, die zum Teil auf die antiklerikale Politik Karls VI. zurückgeführt werden können. Wegen dieser Loyalitätskonflikte endete seine Regentschaft 1728, und er kehrte enttäuscht in seine Diözese Waitzen zurück.

## Waitzen
Unmittelbar nach seiner Ernennung zum Bischof von Waitzen leitete Althann den Wiederaufbau seiner Diözese ein, die durch die Türkenherrschaft stark in Mitleidenschaft gezogen und deren Verwaltung weitgehend zusammengebrochen war. Er ließ ein neues Grundbuch anlegen und begann mit der kirchenrechtlich vorgeschriebenen Visitation seiner Diözese. Er förderte die Niederlassung kirchlicher Orden und warb für sein in weiten Teilen verödetes und entvölkertes Bistum neue Siedler an, die katholisch sein mussten und überwiegend aus dem deutschen Sprachgebiet kamen.
Auch nach seiner Rückkehr 1728 aus Neapel widmete sich Althann mit aller Kraft seiner Diözese. Mit bescheidenen Mitteln erbaute er in Waitzen die bischöfliche Residenz und das Priesterseminar und stiftete das Spital. Durch mehrere Streitfälle, die sich durch das Ringen um politische Macht beim Aufbau der Diözese ergaben, blieb er jedoch einer der schärfsten Kritiker des Kaiserhofs, dessen staatskirchliche Bestrebungen er ablehnte. Er zählte zu den erbittertsten Gegnern der von Karl VI. 1731 erlassenen Resolutio Carolina. Wohl deshalb wurden seine ungarischen Güter 1732 konfisziert. Kardinal von Althann starb 1734 und wurde in der Waitzener Kathedrale beigesetzt. Sein Neffe Michael Karl von Althann wurde sein Nachfolger im Amt des Bischofs.